# Little Bytham
Little Bytham – wieś w Anglii, w hrabstwie Lincolnshire, w dystrykcie South Kesteven. Leży 54 km na południe od Lincoln i 140 km na północ od Londynu.